# Reginald Bosanquet
Reginald Tindal Kennedy Bosanquet (Chertsey, 9 augustus 1932 — Londen, 27 mei 1984), uitgesproken als /ˈrɛdʒɪnəld ˈbəʊzənkeɪ/, gemeenzaam bekend als Reggie Bosanquet, was een Brits presentator en nieuwslezer, en diende van 1980 tot 1984 als rector van de Universiteit van Glasgow. Hij was de zoon van de beroemde cricketer Bernard Bosanquet. Reggie Bosanquet was een notoire televisieverschijning in de jaren 60 en 70 van de twintigste eeuw, onder meer door zijn haarstukje, zijn slepende manier van spreken en geruchten dat hij het nieuws vaak dronken presenteerde.

## Afstamming en opleiding
Bosanquet was van adellijken huize via zijn betovergrootvader, de rechter Sir Nicholas Conyngham Tindal, die een afstammeling van de Scales-baronie was, een titel die echter sedert de 19de eeuw niet meer is opgeëist. Zijn voorouders waren hugenoten; zijn vader Bernard geldt als de uitvinder van de googly, een type leg spin waarbij het baleffect de tegengestelde richting uitgaat. Bosanquet was een enig kind. Hij volgde de lagere school in Broadstairs op het voormalige Isle of Thanet en het secundair in Winchester College. Hij studeerde geschiedenis aan het New College van de Universiteit van Oxford.

## Carrière en reputatie
Reginald Bosanquet begon zijn loopbaan in de begindagen van ITN, alwaar hij aanvankelijk als corrector werkzaam was. Later werd hij verslaggever vanuit uiteenlopende plaatsen ter wereld, totdat hij in 1974 hoofd van de nieuwsdienst werd, als opvolger van Alastair Burnet. Deze functie hield hij twee jaar vol. Hij presenteerde aanvankelijk samen met Sir Trevor McDonald; in de late jaren 70 was Bosanquet presentator van het ITV News at Ten, in partnerschap met Anna Ford.
Door toedoen van zijn aparte spreekstijl werd Reggie een populaire figuur, al had hij frequent problemen met de uitspraak van buitenlandse namen. Vermoedens van alcoholisme bij het publiek en de media leverden hem bijnamen als Reginald Boozalot en Reginald Beaujolais op. Volgens verklaringen van toenmalige collega’s was Bosanquet echter professioneel ingesteld en miste hij nooit een repetitie, niettegenstaande de wilde verhalen die over hem circuleren.
Nadat hij ITN anno 1979 verlaten had, werd hij in 1980 tot rector van de Universiteit van Glasgow verkozen. In deze functie lokte hij controverse uit door dronken op een receptie te arriveren en diverse gasten te beledigen, onder wie de toenmalige voorzitter van de stadsraad.
Eveneens in 1980 nam hij een single op, Dance With Me, waarop hij de tekst in de stijl van een nieuwsbericht reciteerde. In de hitparade van komiek Kenny Everett, The Bottom 30, bereikte dit nummer de eerste plaats. Ter gelegenheid van zijn vertrek bij ITN creëerde Not the Nine O'Clock News een parodistisch lied, waarin Pamela Stephenson als Anna Ford een eerbetoon aan haar ex-collega Reggie Bosanquet ten gehore bracht.
Reginald Bosanquet huwde driewerf en kreeg twee dochters. Hij bezweek in 1984 op 51-jarige leeftijd aan kanker en werd op het Putney Vale Cemetery begraven.